# Autochloris flavipes
Autochloris flavipes là một loài bướm đêm thuộc phân họ Arctiinae, họ Erebidae.